# Le Pays de la cannelle
Le Pays de la cannelle est un roman de l'écrivain colombien William Ospina, publié en 2008 par le Grupo Editorial Norma (es) ; il reçut l'année suivante le Prix Romulus Galiciens. Cet opus est le deuxième d'une trilogie de romans sur la conquête de l'Amazone au XVIe siècle, entamée avec Ursúa (es) (2005) et terminée avec La serpiente sin ojos (2012),.

## Résumé
Un groupe d'hommes, initialement dirigé par Gonzalo Pizarro, se lance dans une expédition irrationnelle à la recherche de la Canela. Ce voyage se transformera en une aventure dangereuse à travers la cordillère des Andes et en un périple fantastique le long du grand serpent du fleuve Amazone, où ils tenteront de s'échapper de la jungle. Au cours de l'expédition de 18 mois, le protagoniste et narrateur endure la faim et toutes sortes de difficultés, en plus d'être témoin des pires abus des Espagnols.